# Геббиа, Джо
Джозеф Геббиа-младший (род. 21 августа 1981 года) — американский предприниматель и дизайнер, и сооснователь Airbnb. Геббиа входит в совет директоров Airbnb, но не принимает участия в деятельности компании с 2022 года. В 2022 году Геббиа вошел в совет директоров Tesla Inc. и купил миноритарный пакет акций баскетбольной команды «Сан-Антонио Спёрс». Он также стал соучредителем стартапа «Самара», занимающегося жилыми блоками. В 2025 году он присоединился к Департаменту эффективности правительства (DOGE).
Геббиа занимает 328-е место в списке самых богатых людей мира по версии Forbes, его состояние оценивается в 8,8 млрд долларов, в основном из-за его 7-процентной доли в Airbnb.

## Ранние годы
Геббиа родился 21 августа 1981 года в Атланте, Джорджия, в семье Эйлин и Джо Геббиа, независимых торговых представителей по продаже здорового питания.. У Геббиа итальянские и ирландские корни. Он вырос в Лоуренсвилле, штат Джорджия, у него есть сестра Кимберли.. В детстве Геббия был увлечен рисованием и дизайном, музыкой и легкой атлетикой, подчеркивая поддержку родителей. Он был Бол-бойем в баскетбольном клубе Атланта Хокс. Геббиа был известен как творческий человек в начальной школе, когда он начал заниматься своим первый бизнес по продаже картинок с Черепашками-ниндзя своим одноклассникам.
Геббиа учился в Brookwood High School в Снеллвилл, Джорджия, где он посещал занятия по керамике, фотографии и ювелирному делу. По выходным он также посещал занятия по рисованию и живописи в Atlanta College of Art. В старшей школе он также стал финалистом Georgia Governor's Governor's Honors Program, где провел лето, посещая художественные курсы колледжа. Там один из его профессоров посоветовал ему поступить в Школу дизайна Род-Айленда (RISD), и следующее лето он провёл, посещая курсы в кампусе.
На одном из своих первых курсов в RISD Геббиа прошел курс по основам 3D-моделирования, а также работал над семестровым проектом по созданию миниатюрных копий работ известных художников или дизайнеров. Геббиа решил, что хочет создавать модели в натуральную величину, чтобы впоследствии использовать их, но его профессор отклонил эту идею и велел ему придерживаться достижимого. Геббиа решил доказать неправоту своего профессора и создал шестнадцать полноразмерных стульев для своего выпускного проекта. Он называет этот случай одним из нескольких примеров, которые позволили ему выйти за рамки представлений о возможном. Примерно в это же время Геббиа также вдохновился работами Чарльза и Рэй Имз и переключил своё обучение с живописи на промышленный дизайн.
Одним из его первых проектов в сфере дизайна и бизнеса стали CritBuns — мягкие подушечки из пеноматериала, которые помогали студентам-художникам сохранять штаны чистыми во время многочасовых уроков. Он придумал эту идею в RISD, и этот дизайн был выбран в качестве подарка выпускникам для его выпускного класса из 800 человек. После двух лет разработки его рекламного материала и истории продукт был представлен в I.D. и продавался во многих розничных магазинах. В 2005 году Геббиа окончил RISD, получив степень бакалавра изящных искусств в области графического дизайна и промышленного дизайна. Во время учебы в RISD Геббиа посещал дополнительные курсы по бизнесу в Университете Брауна и Массачусетском технологическом институте (MIT).

## Карьера
После окончания RISD Геббиа переехал в Сан-Франциско, чтобы работать дизайнером в Chronicle Books. Там он был единственным промышленным дизайнером в компании из 200 человек, специализирующейся на графическом дизайне. Он также основал Ecolect, сайт, посвящённый экологическому дизайну. В 2007 году его однокурсник по RISD Брайан Чески переехал к нему, и они оба уволились с работы, чтобы вместе основать компанию. На той же неделе их арендодатель поднял арендную плату на 20%, до суммы, которую они не могли себе позволить. Зная, что в Сан-Франциско должна была пройти конференция Американского общества промышленного дизайна, и многие отели были забронированы, Геббиа придумал сдавать в аренду надувные матрасы в своей квартире участникам конференции. Они рекламировали кровати, создав веб-сайт под названием «AirBed & Breakfast» и разослали электронные письма дизайнерским блогам, чтобы привлечь внимание. Они получили три бронирования и смогли оплатить аренду квартиры.
В 2008 году еще один сосед Геббиа по комнате, выпускник Гарварда и технический архитектор Нейтан Блечарзик, стал третьим соучредителем. Он сказал, что вдохновился на соучредительство Airbnb из-за того, что владелец квартиры в Сан-Франциско, которую он делил с соседом по комнате, повысил арендную плату, полагая, что в этой практике должна быть конкуренция. Пытаясь найти первоначальных бизнес-ангелов, Геббиа и Чески создали две коробки для завтрака, Obama O's и Cap’n McCain's, для продажи в Интернете перед выборами 2008 года.
Они нашли небольшого производителя в Беркли, который согласился изготовить 1000 коробок в обмен на долю от роялти. Команда купила обычные хлопья Cheerios и Chex и расфасовала их по коробкам. Коробки, по 40 долларов за штуку, освещались CNN и программой «Доброе утро, Америка»; Кэти Перри выставила на аукцион коробку с автографом своих поклонников. Акция принесла Airbnb 30 000 долларов; продажи на Национальном съезде Демократической партии 2008 года были высокими. Впечатленный коробками с хлопьями, программист Грэм, Пол пригласил основателей на зимнюю обучающую сессию в январе 2009 года в свой инкубатор стартапов Y Combinator, который предоставил им обучение и 20 000 долларов финансирования в обмен на 6% акций компании.
Геббиа помогал пеовым арендодателям оформлять их объявления. Когда компания испытывала трудности с ростом в Нью-Йорке, Геббиа и Чески забронировали жильё у двух десятков хозяев и обнаружили, что многие из них выкладывали низкокачественные фотографии, плохо представлявшие жильё. Используя дизайнерский опыт Геббиа, они арендовали камеру и сделали качественные фотографии. Геббиа предложил бесплатные услуги профессиональной фотосъёмки, привлекая более 2000 внештатных фотографов. В результате выручка Airbnb в Нью-Йорке удвоилась, и была создана Программа фотографии Airbnb. В марте 2009 года название компании было сокращено до Airbnb.com, а контент сайта расширился: теперь он включал не только совместное проживание, но и целые дома, квартиры.
В мае 2017 года Геббиа запустил Neighborhood — бизнес по производству офисной мебели модульного дизайна. Мебель была создана для компании Bernhardt Design, которая работает с начинающими дизайнерами. Запуск состоялся на мебельной ярмарке ICFF в рамках недели дизайна в Нью-Йорке. Коллекция, напоминающая LEGO, получила освещение в таких изданиях, как Designboom — первый и самый популярный цифровой журнал о культуре архитектуры и дизайна, Quartz, Dezeen и Interior Design. Геббиа также поддержал создание Института Эймсов для Бесконечного Любопытства, цель которого — расширить влияние Рэй и Чарльза Эймсов через выставки из коллекции Эймсов.
10 декабря 2020 года Airbnb стала публичной компанией, проведя первичное публичное размещение (IPO), в ходе которого было привлечено $3,5 миллиарда. В январе 2022 года Геббиа приобрёл миноритарную долю в баскетбольном клубе San Antonio Spurs, присоединившись к миллиардеру Майклу Деллу и инвестиционной фирме из Сан-Франциско Sixth Street Partners среди других инвесторов. В июле 2022 года Геббиа ушёл с постоянной операционной должности в Airbnb, но остался в совете директоров в консультативной роли. В сентябре 2022 года Геббиа был назначен в совет директоров Tesla. Samara, ранее бывшее подразделением исследований и разработок внутри Airbnb, было выделено в отдельный стартап по строительству вспомогательных жилых единиц (ADU) в 2022 году. В ноябре 2022 года Геббиа объявил о запуске первого продукта компании — дома Backyard с нулевым уровнем выбросов.

### Инвестиции
Джо Геббиа инвестировал в:
Stark Bank — корпоративный банк, ориентированный на финансовые технологии.

Vimcal — мобильное приложение-календарь.

Миноритарную долю в баскетбольном клубе San Antonio Spurs.

### Документальный фильм
В 2020 году Геббиа выступил исполнительным продюсером документального фильма Universe, который рассказывает о джазовом трубаче Уоллесе Рони — протеже Майлза Дэвиса. В фильме показано, как он собирает оркестр для исполнения ранее не исполнявшегося оркестрового джазового сюита Уэйна Шортера, написанного в 1966 году для Дэвиса. Премьера фильма состоялась через несколько недель после смерти Рони от осложнений, вызванных COVID-19, что сделало его одним из первых фильмов о последствиях пандемии.
Также Геббиа стал исполнительным продюсером документального фильма We Dare to Dream в партнёрстве с XTR. Фильм рассказывает о 29 спортсменах из Олимпийской сборной беженцев, сопровождая их до, во время и после Олимпиады 2020 года.

### Личная жизнь
Геббиа живёт в Остине, Техас, где в 2020 году он приобрёл дом площадью 6000 кв. футов стоимостью 10 миллионов долларов, выполненный в минималистичном стиле.
У него есть спасённая собака, которую он назвал Бело в честь логотипа Airbnb.
В 2023 году он посетил Met Gala вместе с бразильской моделью и инфлюенсером Изабеллой Боэмеке.

### Членство в советах директоров
Геббия входит в состав совета директоров компаний Airbnb, Samara — стартапа в сфере дополнительных жилых построек, а также Tesla и платформы Mr. Porter.

### Политика
Геббия пожертвовал $20 000 на президентские кампании Хиллари Клинтон и Джо Байдена. По его словам, со временем его политические взгляды сместились в сторону Республиканской партии. На президентских выборах 2024 года он проголосовал за Дональда Трампа. В 2025 году Геббия похвалил назначение президентом Трампом Роберта Ф. Кеннеди-младшего на пост министра здравоохранения и социальных служб США.
В феврале 2025 года он присоединился к Департаменту правительственной эффективности (DOGE). Озабоченность по поводу того, что работа Геббии в DOGE подрывает демократию в США, привела к массовым призывам к бойкоту Airbnb. В публикации от 19 января 2025 года на X Геббия написал, что Трамп «не является фашистом, стремящимся уничтожить демократию» и что «мне ... очень нравится вся инициатива DOGE».

### Благотворительность
Геббия — один из самых молодых участников Клятвы дарения, пообещавший отдать более половины своего состояния на благотворительные цели. Геббия делал пожертвования в проекты и компании, ориентированные на служение обществу, включая Thorn и Educate Girls. Будучи в прошлом получателем стипендии, в 2014 году Геббия пожертвовал $300 000 своему альма-матер, RISD, чтобы создать постоянный фонд, который обеспечит доступ к обучению для студентов, нуждающихся в финансовой помощи. В 2017 году Геббия пригласил Ёнми Пак, беженку из Северной Кореи, на бал Met Gala в качестве гостя, чтобы привлечь внимание к проблеме глобальной безопасности беженцев. Пак появилась на первой полосе раздела стиля газеты The New York Times после этого события.
В 2019 году Геббия сделал пожертвование Kevin Durant Charity Foundation, которое было использовано для реконструкции баскетбольных и теннисных кортов на детских площадках в Хайес Вэлли, Сан-Франциско. В 2020 году он и его команда запустили Airbnb.org — некоммерческую организацию, которая позволяет хостам на Airbnb предоставлять жильё людям в кризисных ситуациях. В декабре 2020 года, во время пандемии COVID-19, Геббия пожертвовал $25 миллионов в пользу двух благотворительных организаций Сан-Франциско, работающих над решением проблемы homelessness in the San Francisco Bay Area: Rising Up — Larkin Street Youth Services и All Home. В 2021 году Геббия вошёл в список 50 крупнейших благотворителей Америки по версии The Chronicle of Philanthropy. В мае 2022 года, выступая с речью на выпускном в своей альма-матер — Brookwood High School — Геббия подарил каждому из 890 выпускников по 22 акции Airbnb, что в сумме составило $2,1 миллиона.
В феврале 2023 года Геббия пожертвовал $25 миллионов организации The Ocean Cleanup — крупнейшее частное пожертвование в истории организации. Эти средства позволили расширить деятельность по охране климата и устойчивому использованию океанов, включая работу на морях, реках, в сфере переработки и исследований. В частности, средства поддерживают развертывание технологии очистки System 03 в Great Pacific Garbage Patch. В феврале 2023 года Геббия также обязался пожертвовать $25 миллионов Malala Fund в течение пяти лет.
Примечания 
1. ↑  Hosts are fleeing Airbnb in protest over cofounder's DOGE work. The San Francisco Standard. 20 февраля 2025.
2. ↑  Airbnb Co-Founder Joe Gebbia to Exit Company But Remain on the Board. Skift. 21 июля 2022.
3. 1 2 3  Joe Gebbia. Forbes.
4. ↑  Farah, Lynn. Meet Airbnb's Joe Gebbia, who Trump appointed to Doge alongside Elon Musk: the billionaire once lived like a monk in Japan – now he sits on Tesla's board. South China Morning Post (26 февраля 2025).
5. ↑  Forbes' 29th Annual World's Billionaires Issue. Forbes (2 марта 2015).
6. ↑  Brian Chesky and Joe Gebbia. CNBC. 6 октября 2014.
7. ↑  Mother's Day 2016: 6 Tech Entrepreneurs Share What They Learned From Mom. ABC News. 8 мая 2016.
8. 1 2  Ferriss, Tim. The Tim Ferriss Show Transcripts: Joe Gebbia (#301). Tim Ferriss (10 марта 2018). Дата обращения: 8 июля 2024.
9. ↑  Bagby, Dyana (3 июля 2020). The Journey Started Here. American City Business Journals.
10. 1 2 3  Lesser, Casey (21 октября 2018). Airbnb's Joe Gebbia on How Art School Prepared Him to Be an Entrepreneur. Artsy.
11. ↑  Schilling, Erin (7 декабря 2020). Atlanta native will become billionaire as Airbnb goes public. American City Business Journals.
12. ↑  Out of Bounds. Rhode Island School of Design Alumni magazine (26 ноября 2013).
13. 1 2  Malik, Alia (10 декабря 2021). Соучредитель Airbnb жертвует альма-матер средней школы Гвиннетт более 700 тысяч долларов. The Atlanta Journal-Constitution.
14. ↑  Джо Геббиа из Airbnb: «Это было начало чувства вины дизайнера, и оно посеяло во мне довольно глубокое семя». ICON. 24 января 2017.
15. ↑  Уроки дизайна от студии Имз, которые могут помочь стартапам. Financial Times. 8 сентября 2015.
16. ↑  Katayama, Lisa (14 марта 2007). Critbuns Keeping My Ass In Control. Wired.
17. 1 2  Шаблон:Cite Av media
18. ↑  Шаблон:Ссылка на пресс-релиз
19. 1 2  Шаблон:Ссылка на веб-сайт
20. ↑  Schreffler, Laura (24 июля 2013). Что у меня на столе: соучредитель Airbnb Джо Геббиа. Haute Living.
21. ↑  Томас, Оуэн (28 июня 2012). Как доктор философии из Калифорнийского технологического института превратил Airbnb в журнал о путешествиях с оборотом в миллиард долларов. Business Insider.
22. ↑  Friedman, Thomas L. (20 июля 2013). Добро пожаловать в «экономику совместного потребления». The New York Times.
23. ↑  Greylock Capital Management (28 февраля 2014). Анкета предпринимателя Брайан Чески, соучредитель и генеральный директор Airbnb. Medium. Архивировано 17 октября 2013.
24. ↑  Helm, Burt (Декабрь 2014). Airbnb Is Inc.'s 2014 Company of the Year. Inc.
25. ↑  CARR, AUSTIN (7 ноября 2011). Starred: The Email That Launched Airbnb. Fast Company.
26. ↑  squirrelbait. AirBed & Breakfast for Connecting '07. Core77 (10 октября 2007).
27. 1 2  Stebbins, Jack. Соучредитель Airbnb Джо Геббиа уходит в отставку, чтобы заняться другими проектами (англ.). CNBC (21 июля 2022). Дата обращения: 12 февраля 2024.
28. ↑  Spors, Kelly (11 августа 2008). The Business of Politics. The Wall Street Journal. Архивировано 21 февраля 2017.
29. ↑  Rusli, Evelyn (7 июля 2011). The New Start-Ups at Sun Valley. The New York Times. Архивировано 28 января 2018.
30. ↑  Peng, Tina (24 марта 2010). Where to get startup cash now. CNN. Архивировано 1 августа 2022.
31. ↑  Schonfeld, Erick (9 октября 2008). What's For Breakfast At Your House: Obama O's or Cap'n McCain's?. TechCrunch.
32. ↑  Где получить стартовый капитал сейчас. CNN. 2010.
33. 1 2  19_Airbnb. Fast Company (7 февраля 2012).
34. ↑  Фэруэзер, Алистер. Брайан Чески: Бездомный предприниматель. Mail & Guardian (12 марта 2013).
35. ↑  Helft, Miguel (16 февраля 2016). How Airbnb Used Design To Break Through Its Biggest Challenge. Forbes.
36. ↑  Brown, Morgan. The Making of Airbnb. Boston University (8 января 2016).
37. ↑  Where Did Airbnb Get Its Name?. The Boston Globe. 31 октября 2015.
38. 1 2  MILLER, MEG (22 мая 2017). Airbnb Cofounder Joe Gebbia's Next Project? Furniture Design. Fast Company.
39. ↑  Joe gebbia discusses his LEGO-like 'neighborhood' furniture for bernhardt design. Designboom. 26 мая 2017.
40. ↑  WILSON, MARK (31 марта 2022). What Airbnb's Joe Gebbia owes to Charles and Ray Eames. Fast Company.
41. ↑  Allyn, Bobby; Schneider, Avie (10 декабря 2020). Airbnb Now A \$100 Billion Company After Stock Market Debut Sees Stock Price Double. NPR.
42. ↑  Charania, Shams (17 января 2022). Spurs add Airbnb co-founder Joe Gebbia as minority ownership stakeholder. The Athletic.
43. ↑  Wiggers, Kyle. Airbnb co-founder Joe Gebbia steps back from leadership role. TechCrunch (21 июля 2022).
44. ↑  Nishant, Niket; Sriram, Akash (28 сентября 2022). Tesla adds billionaire Airbnb co-founder Gebbia to board. Reuters.
45. ↑  Korosec, Kirsten (28 сентября 2022). Tesla appoints Airbnb co-founder to board. TechCrunch.
46. ↑  Putzier, Konrad. Airbnb Co-Founder's New Business Is Building Small Homes in Backyards. The Wall Street Journal (14 ноября 2022).
47. ↑  About us. Stark Bank.
48. ↑  Mehta, Ivan (15 ноября 2022). Vimcal wants be the most nifty calendar app on the block. TechCrunch.
49. ↑  Young, Neil (18 июня 2020). 'Universe': Film Review. The Hollywood Reporter.
50. ↑  Seitz, Loree (4 августа 2021). Oscar Nominee Waad Al-Kateab to Direct Documentary on Refugee Olympic Team. The Wrap.
51. ↑  Morfoot, Addie (13 июня 2023). Airbnb Co-Founder Joe Gebbia Enters the Doc Arena With Olympic Refugee Film, 'We Dare to Dream'. Variety.
52. ↑  Inside Airbnb co-founder Joe Gebbia's $10 million Texas home.
53. ↑  Evans, Christina Ohly (19 мая 2022). The Airbnb co-founder on his favourite things. Financial Times.
54. ↑  Rookwood, Dan. Mr Joe Gebbia's Guide To San Francisco. Mr. Porter (22 февраля 2018).
55. ↑  The 2023 Met Gala Celebrating "Karl Lagerfeld: A Line Of Beauty" - Arrivals. Getty Images (1 мая 2023).
56. ↑  Mr Porter's Style Council Hosts a Cozy Soirée in Honor of its Newest Member. Vogue. 24 сентября 2021.
57. ↑  Hook, Douglas (24 августа 2021). Airbnb has announced that they will provide 20,000 Afghan refugees free temporary housing globally. The Republican.
58. ↑  Wolverton, Troy (17 апреля 2020). Airbnb is facing an unprecedented threat from the coronavirus. Here are the veteran execs on Airbnb's board of directors who will be critical to CEO Brian Chesky's success or failure. Business Insider.
59. ↑  Leadership. Rhode Island School of Design.
60. 1 2 3 4 5  Schleifer, Theodore; Nehamas, Nicholas (14 февраля 2025). Billionaire Airbnb Co-Founder Is Said to Take Role in Musk's Government Initiative. The New York Times (англ.). ISSN 0362-4331.
61. ↑  Airbnb faces boycott calls (англ.). Newsweek (20 февраля 2025). Дата обращения: 24 февраля 2025.
62. ↑  Joe Gebbia (@jgebbia) on X. X (formerly Twitter) (англ.). Архивировано 18 февраля 2025. Дата обращения: 1 марта 2025.
63. ↑  GALLAGHER, LEIGH (1 июня 2016). Airbnb Cofounders Join Buffett and Gates' 'Giving Pledge'. Fortune.
64. ↑  'Audacious Project' Announces Grants Totaling $406 Million. Candid. 13 апреля 2018.
65. ↑  Joe Gebbia. Inside Philanthropy (13 июня 2022).
66. ↑  Partnering for Girls, Women, and the Global Goals. Clinton Foundation (21 сентября 2016).
67. ↑  Zerbo, Julie (4 мая 2017). Activism at the Met Gala. The New York Times.
68. ↑  Kevin Durant, Airbnb Co-Founder Help Fund Basketball, Tennis Courts In San Francisco. CBS News. 31 июля 2019.
69. ↑  Moore, Cortney (8 декабря 2020). Airbnb launches nonprofit to house people in need throughout coronavirus pandemic, emergencies. Fox Business.
70. ↑  Agustin, Francis (24 августа 2021). Airbnb says it will temporarily house 20,000 Afghan refugees. Business Insider.
71. ↑  Cabanatuan, Michael (15 декабря 2020). Airbnb co-founder donates $25 million to S.F., Bay Area homelessness programs. San Francisco Chronicle.
72. ↑  Goldstein, Joelle (12 февраля 2021). He Made Billions Co-Founding Airbnb — Now Joe Gebbia Turns His Attention to the Homeless Crisis. People.
73. ↑  Jeff Bezos, MacKenzie Scott, and Michael Bloomberg Top List of America's 50 Biggest Charity Donors. The Chronicle of Philanthropy (9 февраля 2021).
74. ↑  Airbnb co-founder gifts $2.1M in shares to graduates of his Gwinnett alma mater. WSB-TV. 27 мая 2022.
75. ↑  GAMBOA, GLENN (2 февраля 2023). Airbnb's Joe Gebbia donates $25 million to The Ocean Cleanup. Associated Press.
76. ↑  Airbnb and Samara co-founder Joe Gebbia donates $25 million to Malala Fund (Press release). Malala Fund. 23 февраля 2023.
77. ↑  Hahn, Jason (18 июня 2021). Airbnb Co-Founder Helps Launch Company's $25M Fund to Support Refugees with $5M Donation. People.